# Manuel Basulto Jiménez
Manuel Basulto Jiménez (Adanero, 17 de maig de 1869 - Puente de Vallecas, 12 d'agost de 1936) fou bisbe espanyol, de Lugo (1909-19) i Jaén (1919-36). Fou proclamat màrtir i beat per l'Església catòlica a la Beatificació de Tarragona.

## Vida
Fill d'un moliner, va fer els estudis eclesiàstics a Àvila i va ser ordenat el 1892. Llicenciat en Dret per la Universitat de Valladolid, va ser canonge magistral de la diòcesi de Lleó i lectoral de la diòcesi de Madrid. En 1909 fou escollit bisbe de Lugo, i consagrat el 16 de gener de 1910 pel nunci apostòlic i cardenal, Antonio Cardenal Vico, a l'església dels Paüls de Madrid. Fou nomenat senador el 1916. El 1919 Benet XV el nomenà bisbe de Jaén, una diòcesi de la que va prendre possessió el 14 de juny del 1920. Al seu escut hi havia el lema: Qui té a Déu no li falta res.

## Mort
El 2 d'agost del 1936 va ser detingut al seu domicili del palau episcopal al costat de la seva germana Teresa Basulto i l'espòs d'aquesta, Mariano Martín, així com el degà de la catedral, Félix Pérez Portela. Empresonat a la Catedral de Jaén, l'11 d'agost va entrar a la segona expedició de l'anomenat Tren de la mort, que va sortir de Jaén a Alcalá de Henares. A l'estació de Santa Catalina de Madrid l'expedició va ser assaltada i desviada. El bisbe fou tirotejat juntament amb 190 presoners més. Dos dels supervivents van dir que el bisbe havia caigut de genolls demanant el perdó pels seus assassins. Està enterrat a la cripta de la Catedral de Jaén.

## Procés de beatificació
El 21 de juny del 2010 la Congregació per les Causes dels Sants va aprovar que tant ell com cinc companys seus van patir martiri.